# Disques Artiste
 (mars 2022).
Si vous disposez d'ouvrages ou d'articles de référence ou si vous connaissez des sites web de qualité traitant du thème abordé ici, merci de compléter l'article en donnant les références utiles à sa vérifiabilité et en les liant à la section « Notes et références ».
Disques Artiste est une maison de disques québécoise fondée en 1987 par le producteur/gérant Paul Lévesque à Rosemère, Québec.
Depuis plusieurs années, elle se consacre à la carrière de Bruno Pelletier.